# 煮こごり

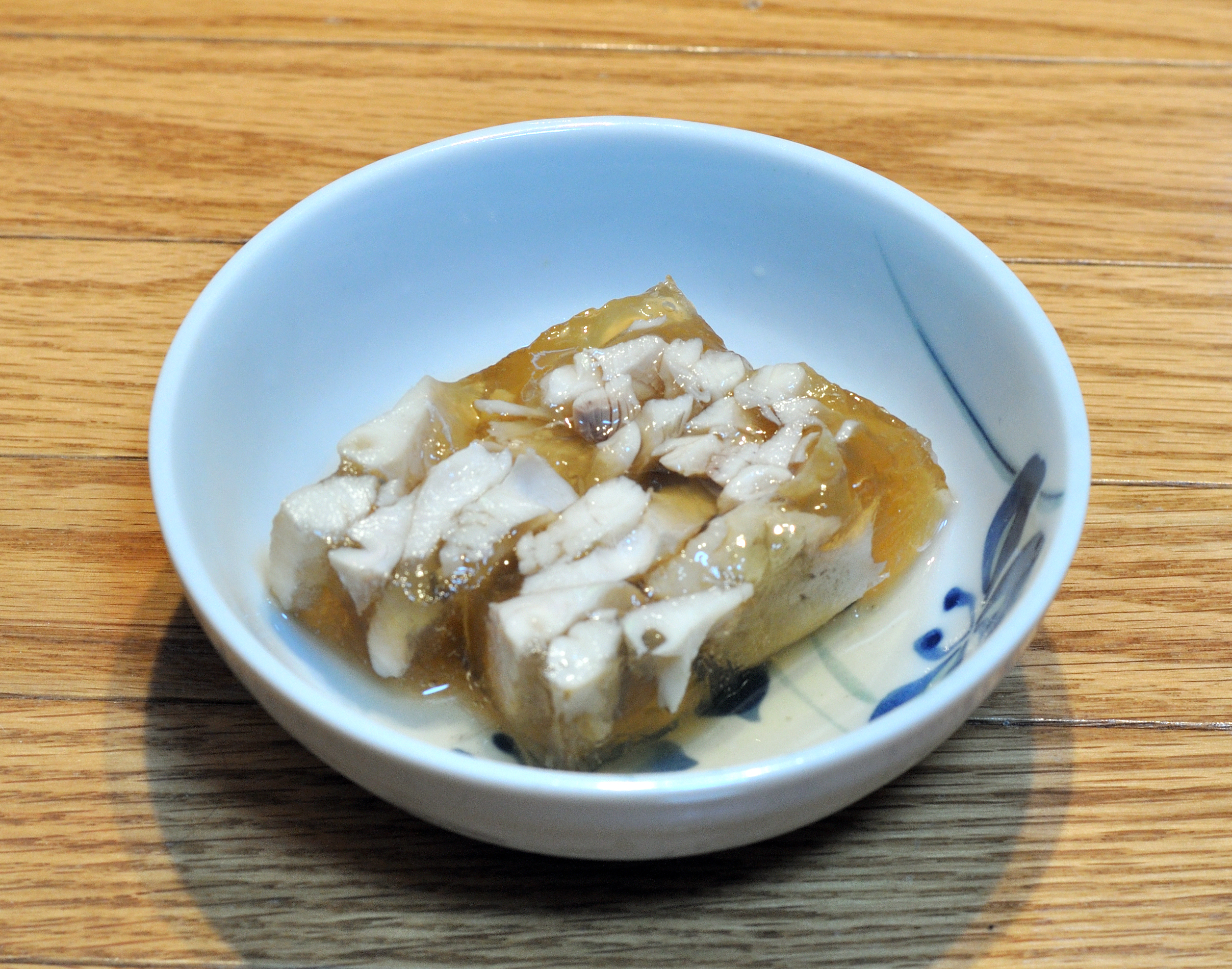
カワハギの煮凝り

煮こごり（にこごり、煮凝り）は、ゼラチン質の多い魚や肉などの煮汁が冷えてゼリー状に固まったもの。この煮汁がゲル化する性質を利用して、煮込んだ材料ごと冷し固めた料理のことも指す。地域によってはこごり、こうごり、こんごりなどとも呼ばれる。

## 概要

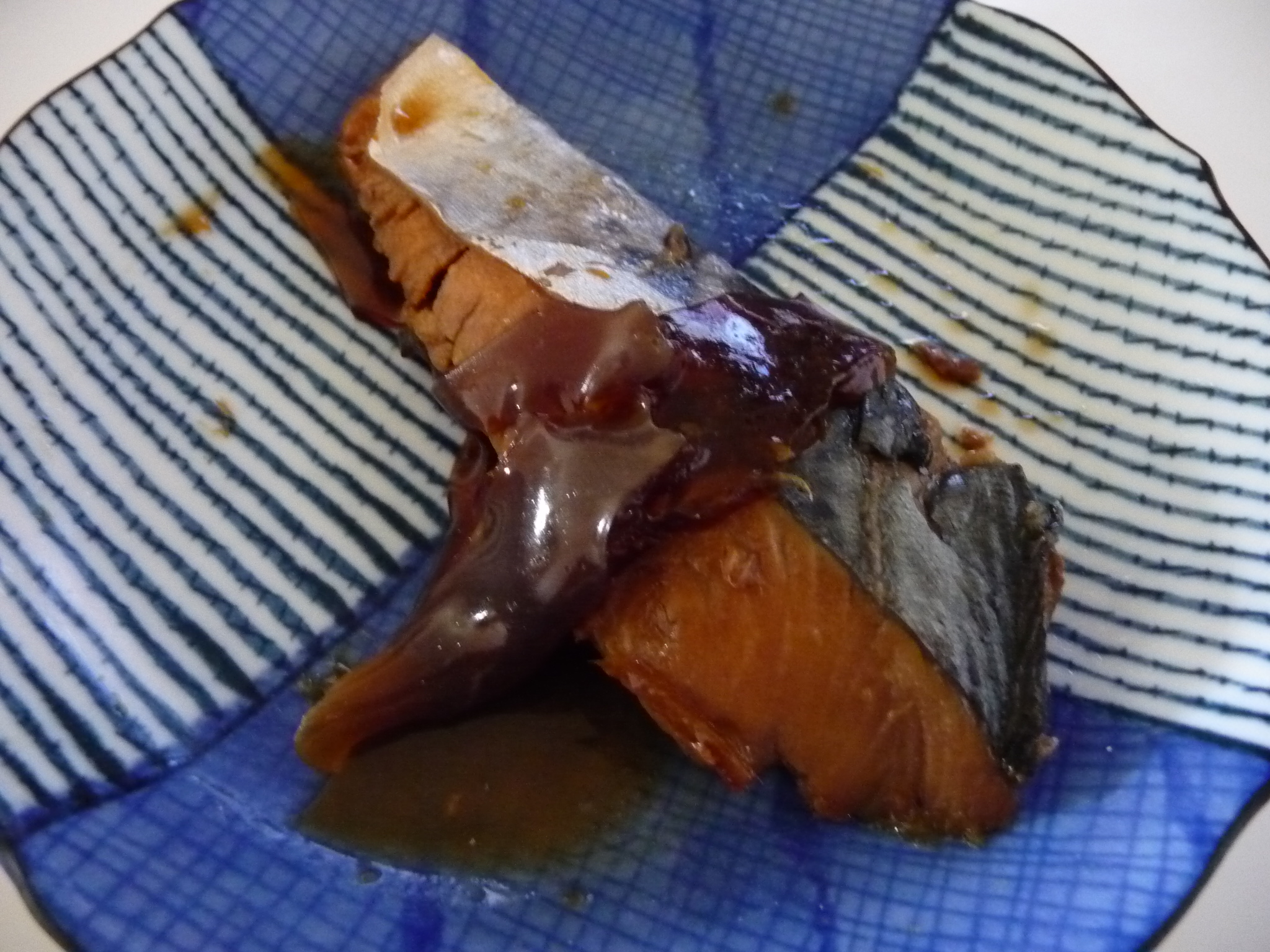
皿に盛った魚（サワラ）の切り身の醤油煮にできた醤油色の「煮こごり」、冷蔵庫内の温度摂氏+8°Cで保存してできたもの。

ゼラチンは、魚や家畜の皮などを水で煮詰めてから冷やし、さらに乾燥して作られるが、それ自体は特に味を持たない料理素材、もしくは工業原料である。一方、「煮こごり」は、魚や肉を煮て調理した際に出た残り汁が冷えて固まった料理の副産物で、成分にゼラチンが含まれているのは同じであるが、調理の段階で使用された調味料の味や素材の風味が凝縮されているため、濃厚なうまみがある点が異なり、それが独立した料理としても扱われる場合もある。また、料理用のゼラチンを出汁に煮溶かし、これを冷やして煮こごり風に作ることも行われている。
煮た魚など素材の種類にもよるが、放置する場所が寒いなど、条件があえば冷蔵庫に入れなくても煮こごりは自然に作られる。特に冬期や寒冷地では魚の煮汁が煮こごりとなるのは日常的である。
煮こごりのゼラチンは加熱によって融解するため、そのまま鍋に入れて煮溶かし、熱いうちに調味料として利用したり、あるいは熱い食材にのせて融かしたりする。日本では熱いご飯の上に載せたりする丼物（丼に白米と共に盛り付けた料理）などがみられる。
2009年2月22日に神戸市須磨区で行われた須磨発B級グルメ発掘グランプリでは、地アナゴの煮こごりを載せた「須磨丼」が優勝した。

## 煮こごりとその類似料理

### 和食
和食では主に魚を用いて作られ、代表的な箸休めや酒肴などのひとつとなっている。
フグやヒラメなどの身や皮を適当な大きさに切り、醤油や酒、ショウガなどでつくった煮汁で煮詰め、煮汁ごと型に流して冷す。冷却に伴って自然にゼリー状の塊になったものを適当な大きさに切り、器に盛って供する。
なおエイは日本において余り積極的に食べられない海産物であるが、北海道には「エイの煮こごり」という料理が存在し、独特の風味を持った郷土料理として親しまれている（→アカエイ）。
他に牛肉、豚肉、鶏肉などの畜肉で作られるものもある。

### フランス料理

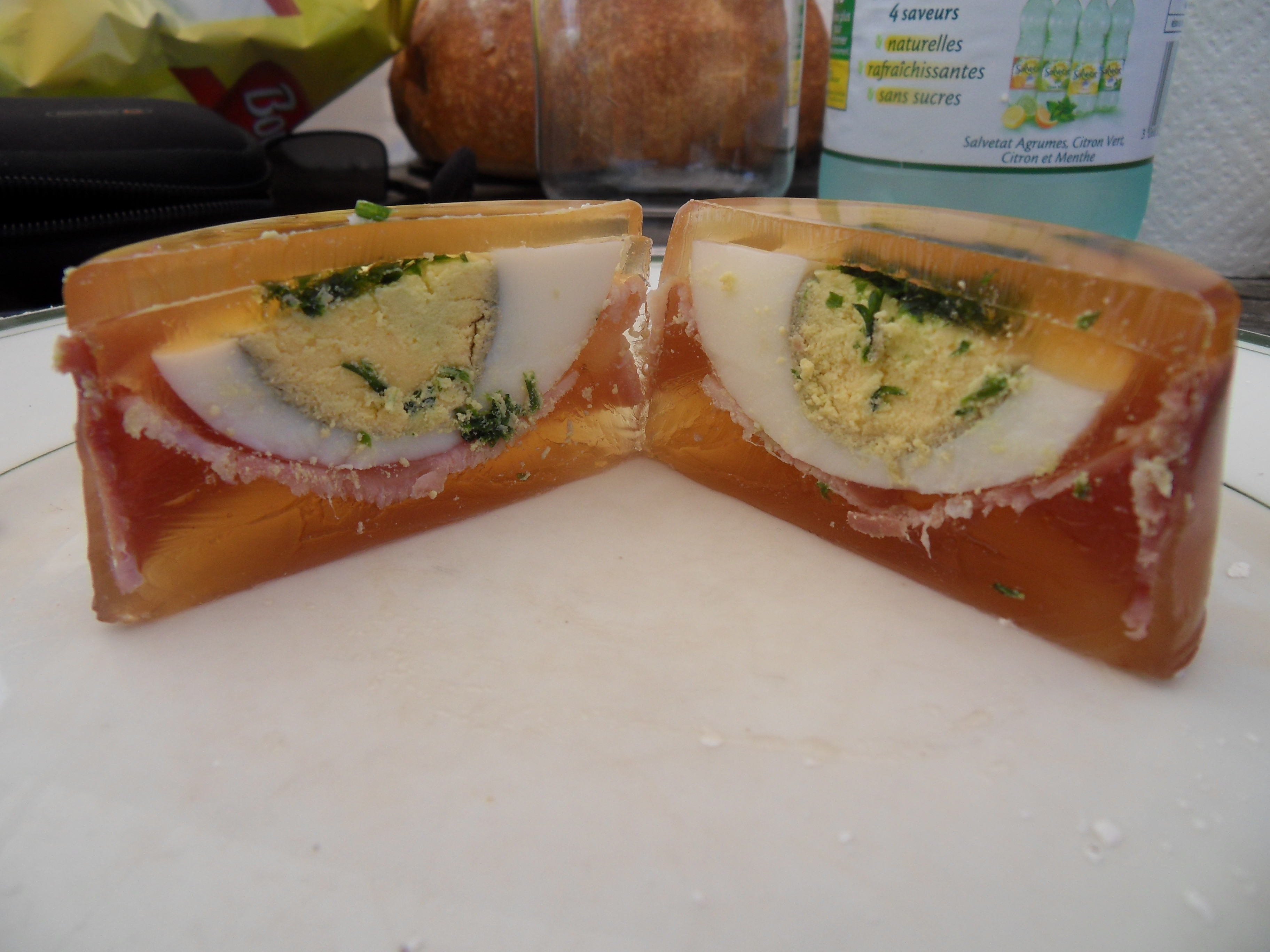
アスピック

フランス料理では「アスピック (Aspic) 」と呼ばれる。現在は意図的にゼラチンをスープで煮て、ハム、野菜などを入れ、冷やし固めることが多い。フロマージュ・ド・テートという具が多いスタイルもある。

### ロシア及びウクライナ料理
ハラジェーツ（ウクライナ語ではハロードヌィ）

### 中華料理
中華料理では「滷凍（ルードン lǔdòng）」などと呼ばれる。江蘇料理の「肴肉」(ヤオロウ yáoròu)という豚肉の煮こごり料理、山東料理の「肴驢肉」（ヤオリューロウ yáolǘròu）というロバ肉の煮こごり、福建料理の「土筍凍」（トゥースンドン tŭsŭn dòng）というサメハダホシムシ類の煮こごりなどは名物の郷土料理となっている。

### エストニア料理
エストニアでは豚モモ肉・豚足・たまねぎ・にんじん・ローリエを鍋へ入れ長時間煮込み、ザルに上げスープと肉を分け、モモ肉を細かく刻みスープへ入れ塩を振りかけ煮込み、器へ移動し一晩寝かせ完成となる「スルトゥ（sült）」という料理がある。